# Клан Кокберн
Клан Кокберн (шотл. - Clan Cockburn) - один з кланів рівнинної частини Шотландії - Лоуленду. На сьогодні клан Клелланд не має визнаного герольдами Шотландії та лордом Лева вождя, тому називається «кланом зброєносців».
Гасло клану: Accendit Cantu - Він пробуджує нас піснею (лат.)

## Історія клану Кокберн
Є різні думки щодо походження назви і клану Кокберн взагалі. Одні історики пов'язують його з топонімом біля Дунсу (шотл. - Duns) в Беруїкширі, інші припускають, що назва клану походить від старого шотландського слова «говк» - gowk - що зозуля, інші припускають, що назва клану пов'язана з топонімом Кукуберн (шотл. - Cukooburn) в Роксбургширі. Але тоді б було б дивно, що клан зображає півня на своєму гребені, і гасло клану говорить про спів півня, що пробуджує людей. Можливо, корені назви клану більш давні - у давніх кельтів півень був сакральним птахом, символом світанку, сонця. І назва клану це сліди давніх язичницьких кельтських культів. 
Вперше в історичних документах клан Кокберн згадується в 1296 році. Коли король Англії Едвард І Довгоногий захопив Шотландію, він змусив вождів шотландських кланів приягнути йому на вірність і підписати відповідний документ - «Рагман Роллс». Серед інших вождів кланів згадуються в цьому документі і вожді клану Кокберн, зокрема згадується Перес де Кокберн (шотл. - Peres de Cockburne) та Томас де Кокберн Роксбургширський.
Сер Олександр де Кокберн одружився з дочкою сера Вільяма де Віпонт - лицаря, що воював за свободу Шотландії під час повстання Роберта Брюса і загинув у битві під Баннокберні. Після його загибелі його родові землі Легтон в Беруїкширі перейшли до клану Кокберн. 
Олександр Кокберн де Ленгтон став хранителем Великої печатки Шотландії в 1390 році. Його син і тезко став Спадковим Великим Ушером Шотландії. Грамота короля Джеймса IV в 1504 році підтвердила право вождів клану Кокберн на баронство Ленгтон. За літописом Бальфура позиція ці землі і титули були захоплені Джоном - графом Вігтаун. Виник конфлікт, скаргу вождя клану Кокберн було подано в парламент в час візиту в парламент короля Шотландії. І це призвело до прийняття королівського указу в день подання скарги. 
Нащадок сера Олександра Кокберна - сер Вільям Кокберн Ленгтон був одним з шляхтичів, загиблих у битві під Флодден у 1513 році. Клан Кокберн підтримував клан Стюарт і став на підтримку королеви Марії І Стюарт і брав участь у подіях навколо замку Стерлінг. Вождь клану Кокберн з основної лінії вождів продав свої маєтки кузену, що отримав титул баронета Нової Шотландії в 1671 році. 
Серед людей клану Кокберн були відомі люди. Серед них був лорд Кокберн (1779 - 1854) - відомий діяч шотландського Просвітництва і племінник відомого лорда Мелвілла. Елісон Коберн (1713 - 1794) був відомим письменником та поетом, автором плачу "Квіти в лісі". Адмірал сер Джордж Кокберн (1772 - 1853) супроводжував Наполеона у вигнанні на острові Святої Олени.